# Hottentotta socotrensis
Espèce
Synonymes
- Buthus socotrensis Pocock, 1889

Hottentotta socotrensis est une espèce de scorpions de la famille des Buthidae.

## Distribution
Cette espèce est endémique de Socotra au Yémen.

## Description
La femelle syntype mesure 76 mm.
Hottentotta socotrensis mesure de 60 à 80 mm.

## Systématique et taxinomie
Cette espèce a été décrite sous le protonyme Buthus socotrensis par Pocock en 1895. Elle est placée dans le genre Buthotus par Probst en 1973 puis dans le genre Hottentotta par Francke en 1985.

## Étymologie
Son nom d'espèce, composé de socotr[a] et du suffixe latin -ensis, « qui vit dans, qui habite », lui a été donné en référence au lieu de sa découverte, Socotra.

## Publication originale
- Pocock, 1889 : « Notes on some Buthidae, new and old. » Annals and Magazine of Natural History, sér. 6, vol. 3, p. 334–351 (texte intégral).